# Christiaan Lodewijk van Brandenburg

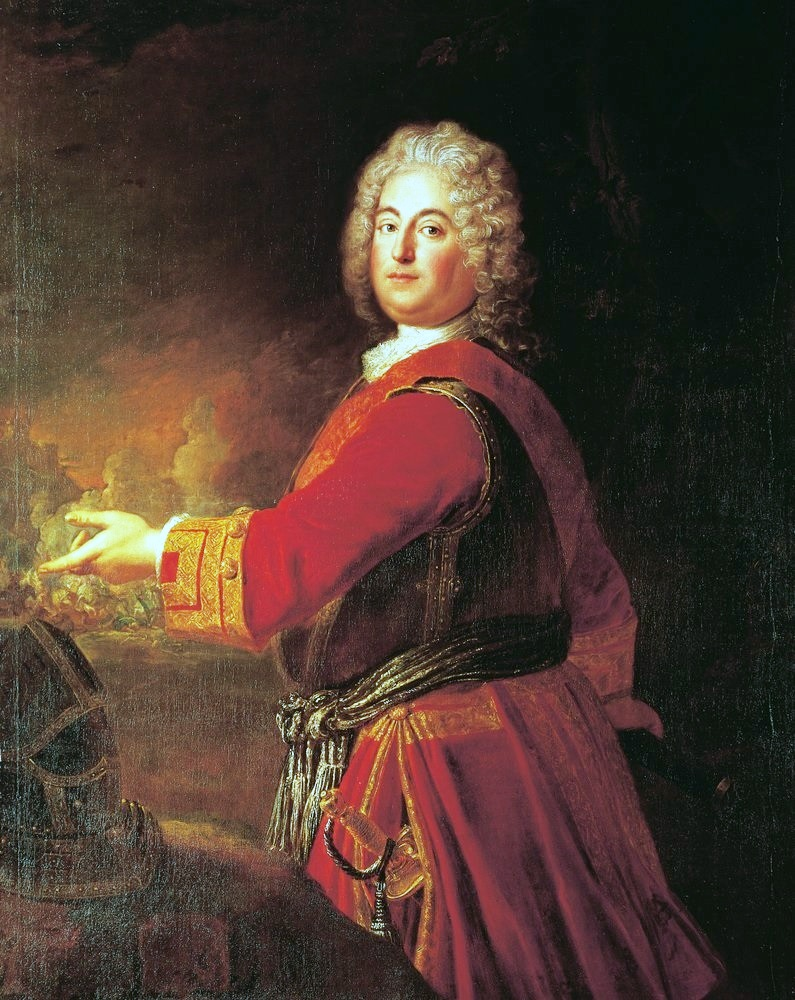
Christiaan Lodewijk van Brandenburg.

Christiaan Lodewijk van Brandenburg (Berlijn, 24 mei 1677 – Malchow, 3 september 1734) was een Pruisisch prins en titulair markgraaf van Brandenburg-Schwedt. Hij behoorde tot het huis Hohenzollern.

## Levensloop
Christiaan Lodewijk was de jongste zoon van keurvorst Frederik Willem I van Brandenburg uit diens tweede huwelijk met Dorothea van Sleeswijk-Holstein-Sonderburg-Glücksburg, dochter van hertog Filips van Sleeswijk-Holstein-Sonderburg-Glücksburg.
Omdat zijn vader met zijn oudste zoon uit zijn eerste huwelijk, de toekomstige koning Frederik I van Pruisen, reeds een erfgenaam had, vreesde zijn moeder voor de materiële welstand van haar kinderen, die wegens het eerstgeboorterecht geen aanspraak op de Brandenburgs-Pruisische gebieden konden maken. De kinderen uit het tweede huwelijk van Frederik Willem werden daarom de heerlijkheden Schwedt, Vierraden en Wildenbruch toegezegd, alsook het grootste deel van de erfenis van hun moeder. Deze nevenlinie van de Brandenburgse Hohenzollerns, de linie-Brandenburg-Schwedt, had evenwel geen soevereine of landsheerlijke rechten. Op basis van het oude erfrecht werd hen wel de titel van markgraaf verleend en nadat Frederik I in 1701 tot koning van Pruisen werd gekroond, kwam daar ook de titel van prins of prinses van Pruisen bij. Christiaan Lodewijks oudere broer Filips Willem stond aan het hoofd van de linie Brandenburg-Schwedt.
Na de dood van zijn halfbroer Frederik I werd diens zoon Frederik Willem I in 1713 de nieuwe koning van Pruisen. Die volgde een streng saneringsbeleid, schrapte de uitgebreide hofhouding en pronkzuchtige ceremonies van zijn vader en gebruikte alle vrijgemaakte middelen om het leger uit te breiden, hetgeen hem de bijnaam Soldatenkoning opleverde. Niettemin kon Christiaan Lodewijk, die een grote belangstelling voor kunst en muziek had, zijn neef overtuigen om zijn eigen muziekkapel in het Berliner Stadtschloss te behouden. 
Christiaan Lodewijk kreeg van Frederik Willem I tevens de heerlijkheden Malchow en Heinersdorf toegewezen. Dit leverde hem heel wat inkomsten op, naast de vele ambten die hij uitoefende. Vanaf 1695 was hij generaal-majoor in het Pruisische leger en later luitenant-generaal gestationeerd in Stettin. Ook kwam hij aan het hoofd van het Zevende Regiment te Voet en was hij beheerder van het district Lagow en diocesaan administrator en domproost in Halberstadt. 
Hij was de vierde persoon die onderscheiden werd met de Orde van de Zwarte Adelaar. In de winter van 1718–1719 bezocht componist Johann Sebastian Bach Berlijn en die maakte met zijn muzikale kunnen veel indruk op Christiaan Lodewijk. Hij verzocht Bach om hem een aantal composities toe te zenden en in de lente van 1721 bracht die ter ere van Christiaan Lodewijk een partituur uit met de titel Six Concerts avec plusieurs instruments, beter bekend onder de bijnaam Brandenburgse Concerten.
Christiaan Lodewijk stierf ongehuwd en kinderloos in zijn residentie in Malchow en werd bijgezet in de Dom van Berlijn.